# Торговица (Конотопский район)
Торговица (укр. Торговиця) — село,
Шевченковский сельский совет,
Конотопский район,
Сумская область,
Украина.
Код КОАТУУ — 5922089002. Население по переписи 2001 года составляло 57 человек.

## Географическое положение
Село Торговица находится на левом берегу канала, соединяющего реку Куколка и реку Ромен,
выше по течению на расстоянии в 2,5 км расположено село Шевченково,
ниже по течению на расстоянии в 3 км расположено село Полтавка.
К селу примыкает небольшой лесной массив.